# Kočičí hra
Kočičí hra je divadelní hra, jejímž autorem je István Örkény.
„Všichni po sobě něco chceme. Jen po starých lidech už nechce nikdo nic. Když však staří lidé po sobě něco chtějí, smějeme se jim.“(István Örkény)

## Historie
Původně se jednalo o filmovou povídku, k jejímuž napsání podnítila maďarského autora návštěva u jedné maďarské malířky, u které pobývala v té době její sestra. Obě starší dámy začaly předvádět Örkénymu a jeho příteli, filmovému režisérovi Károlu Makkovi, svou dětinskou hru. Bavily se napodobováním kočičího mňoukání. Oba návštěvníky jejich roztomilá kratochvíle nadchla a inspirovala. Režisér přiměl spisovatele k napsání povídky, podle které pak vytvořil filmový scénář. K realizaci filmu však nedošlo a tak Örkény povídku přepracoval do jiné podoby. Román, nebo snad přesněji novela Kočičí hra byla několikrát vydána s velkým úspěchem u maďarských čtenářů.
Podnětem ke dramatizaci byl popud divadelního režiséra Gábora Székelyho. Zpracovaná divadelní hra měla světovou premiéru v roce 1971 v Szolnoku a tři měsíce nato se hrála v Budapešti v Divadle komedie, což je druhá nejvýznamnější maďarská divadelní scéna. Do filmové podoby byla uvedena v roce 1972 režisérem Károlly Makkem, který stál u jejího zrodu. Česká premiéra Kočičí hry byla v r. 1972 v Divadle bratří Mrštíků v Brně. O rok později byla uvedena v Ostravě, ale největší úspěch jí přinesla činohra Národního divadla s Danou Medřickou jako svéráznou Erži a Vlastou Fabiánovou jako elegantní Gizelou. Za téměř devět let se odehrálo na scéně Tylova divadla více než 400 repríz, a tím se inscenace Národního divadla zařadila k legendám české divadelní historie.
Podle autorova přání má tato hra „být hrána jako jediná souvislá věta“. Po celou dobu nahlížíme pomocí osobitých dialogů do světa svérázné Erži, která se s nezdolným optimismem rve i v šedesáti o své právo na život „jako kočka“. Přechází plynule z jednoho obrazu do druhého, aniž by přerušila rozmluvu a vede osobitý dialog jak sama se sebou, tak se svou sestrou a okolním světem. I když jsou to v podstatě její osobní starosti, odráží se v nich odraz doby, ve které žila a prožila celý svůj život a ve které chce taky zemřít.
O světovém věhlasu životního osudu Eržiky Orbánové a Kočičí hry svědčí i anekdota, která kolovala počátkem 70. let Maďarskem: „Na čem teď pracuje mistr Örkény? – Překládá Kočičí hru zpátky do maďarštiny.“
István Örkény: „Smát se můžeme všeličemu. Dokážeme se smát škodolibě, z radosti, mrzutosti, štěstí, dokonce i ze zoufalství...“

## Obsah hry
Jedná se o drama na hranici grotesky a hlavním tématem je milostný trojúhelník. Na tom by nebylo nic zvláštního - nečekané je, že se nejedná o mladé lidi, ale o šedesátileté seniory, z nichž každý má svůj nezaměnitelný náhled na život.
Hlavní osu hry o dvou jednáních tvoří monologické výstupy starší, ale temperamentní Eržiky Orbánové, která žije téměř dvacet let sama v budapešťském činžovním domě. Její jedinou přítelkyní je mladá sousedka Myška, společně mají svůj signál k vzájemným návštěvám - napodobování kočičího mňoukání přes světlík. Jinak kromě častých slovních potyček s mlékařkou či řezníkem se Erži nestýká s nikým– až na svou dávnou lásku, poživačného penzistu Viktora Molnára, bývalého operního pěvce, kterého po dlouhá desetiletí nekriticky zbožňuje a obdivuje. Eržina dcera nemá pro matčiny starosti a radosti vůbec pochopení. Ta proto své pocity a nálady vyjadřuje prostřednictvím dopisů a telefonátů své starší, uhlazené a jemné sestře Gisele, jež žije v sice v blahobytu, ale osaměle a upoutaná na invalidní vozík „za železnou oponou“ u svého syna v Německu.
Dlouholetý Eržičin stereotyp naruší až setkání s bývalou přítelkyní Pavlou, která jí posléze Viktora přebere. Zoufalá Erži, která prohrála svůj „kočičí“ boj o život a nárok na lásku, nenajde žádnou oporu u své dcery ani u jejího manžela a tak se jej rozhodne dobrovolně ukončit. I v tom má smůlu a pokus se jí nezdaří. Z citové krize ji vyvede až sestra Gisela, která se vrátí do rodné vlasti a společně naváží na nit společného života, přerušenou před mnoha lety.

## Ukázka ze hry
Erži: „Naše rozhovory mají takové zvláštní kouzlo a často trvají dlouho do noci. Zdá se mi, že poslouchám svého mladého Viktora. Zase prožívám naše krásné prázdniny...“
Gizela: „Věř mi, že když člověk nemá na vybranou, je lépe být starý. Ale nejbolestivější je stáří, které si hraje na mládí.“
Erži: „Kdybych měla začít znovu, nežila bych jinak... Byl to krásný život...“

## Kritika
„Příběh je vykládán různě – jako oslava aktivního stáří, pocta nezdolné životaschopnosti navzdory nepřízni osudu, psychologická hra o potřebě blízkosti a komunikace, sonda do temných zákoutí ženské duše, netradiční milostný román... To všechno a mnohem víc v Kočičí hře je....“
Jana Pithartová[zdroj⁠?!]